# Penelope Ann Miller

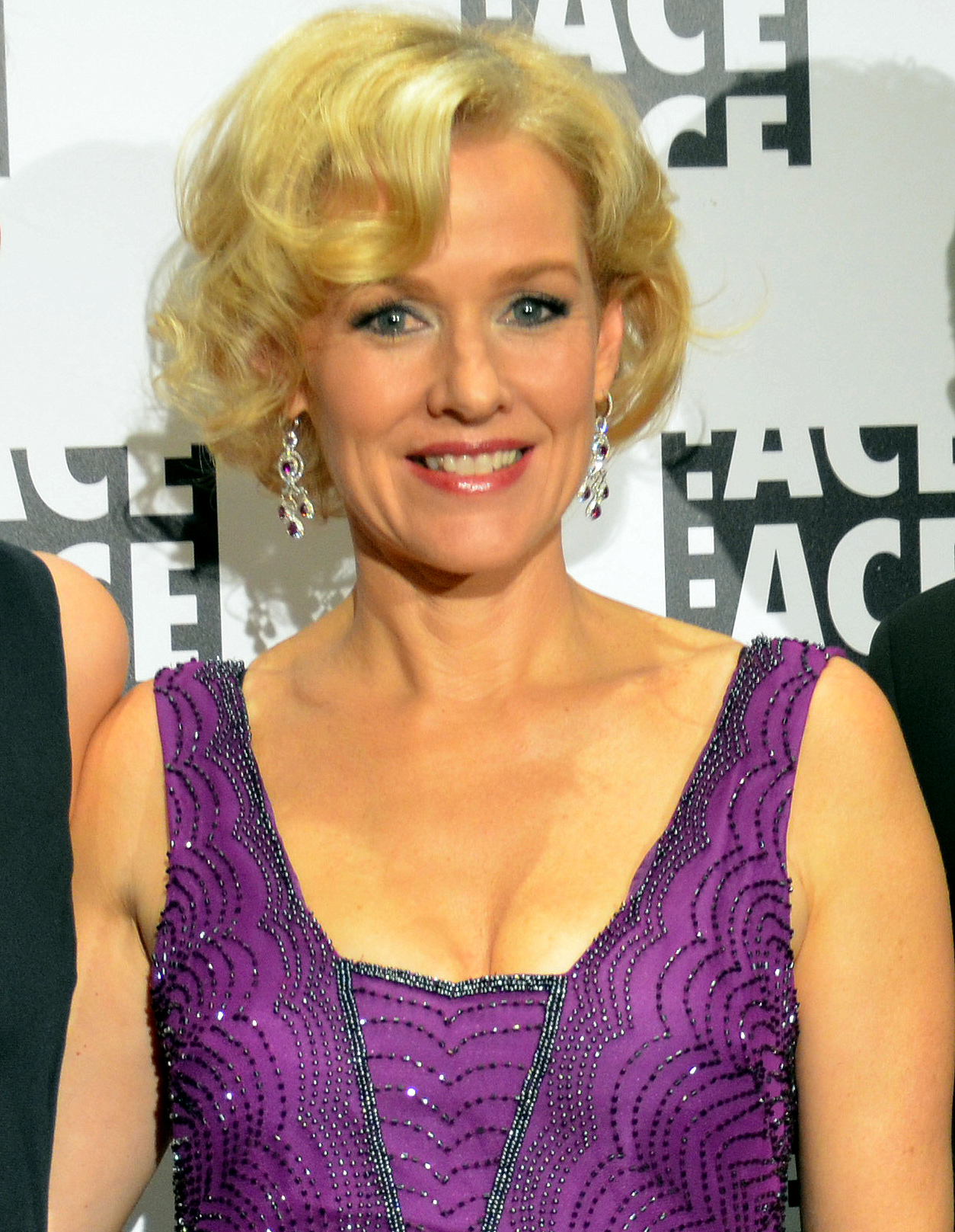
Penelope Ann Miller bei den American Cinema Editors Awards 2012

Penelope Andrea „Ann“ Miller (* 13. Januar 1964 in Los Angeles, Kalifornien) ist eine US-amerikanische Schauspielerin.

## Leben
Als mittlere von drei Töchtern des Schauspielers und Produzenten Mark Miller und der Kostümbildnerin Beatrice Miller wuchs sie in der Film- und Fernsehwelt auf. Nach dem Abschluss der High School zog sie nach New York City, um Theater zu studieren.
Ihr Filmdebüt gab sie 1987 in Die Nacht der Abenteuer, die Verkörperung der Emily in Our Town (1989) brachte ihr eine Tony-Award-Nominierung ein. Es folgten zahlreiche Fernsehauftritte und Kinofilme wie Carlito’s Way (1993), Shadow und der Fluch des Khan (1994) und Das Relikt (1997).
Nach einer kurzen Ehe mit dem Schauspieler Will Arnett (1994–1995) heiratete sie im Jahr 2000 James Huggins und bekam mit ihm eine Tochter. Am 14. März 2012 reichte sie die Scheidung ein. Ihre ältere Schwester Marisa ist ebenfalls Schauspielerin.

## Filmografie (Auswahl)
- 1987: Die Nacht der Abenteuer (Adventures in Babysitting)
- 1987: The Popcorn Kid (Fernsehserie)
- 1987: Hotshot
- 1988: Der letzte Outlaw (Miles from Home)
- 1988: Big Top Pee-wee
- 1988: Biloxi Blues
- 1989: Dead Bang – Kurzer Prozess (Dead Bang)
- 1989: Our Town
- 1990: Kindergarten Cop
- 1990: Zeit des Erwachens (Awakenings)
- 1990: Freshman (The Freshman)
- 1990: Flashback
- 1990: Downtown
- 1991: Das Geld anderer Leute (Other People’s Money)
- 1992: Wanted - Betty Lou, Bewaffnet bis an die Zähne (The Gun in Betty Lou's Handbag)
- 1992: Chaplin
- 1992: Year of the Comet
- 1993: Carlito’s Way
- 1994: Magic Murder (Witch Hunt)
- 1994: Shadow und der Fluch des Khan (The Shadow)
- 1997: Merry Christmas, George Bailey
- 1997: The Hired Heart
- 1997: Der letzte Pate
- 1997: Little City
- 1997: Das Relikt (The Relic)
- 1998: Outside Ozona
- 1998: Break Up – Nackte Angst (Break Up)
- 1998: The Closer (Fernsehserie)
- 1998: Ruby Bridges
- 1998: Rhapsody in Bloom
- 1999: Chapter Zero
- 1999: Rocky Marciano
- 2000: Forever Lulu
- 2000: Killing Moon
- 2000: Mary Kay Letourneau – Eine verbotene Liebe (All-American Girl: The Mary Kay Letourneau Story)
- 2001: A Woman’s a Helluva Thing
- 2001: Im Netz der Spinne (Along Came a Spider)
- 2001: Dodson’s Journey
- 2001: Full Disclosure
- 2002: Scared Silent
- 2002: Dead in a Heartbeat
- 2003: Thanksgiving Family Reunion
- 2003: A Minute with Stan Hooper
- 2003: Rudy: The Rudy Giuliani Story
- 2004: Carry Me Home
- 2005: Funny Money
- 2005: Personal Effects
- 2005: Desperate Housewives (Fernsehserie, Folge 2x10)
- 2006: Vanished (Fernsehserie, 9 Folgen)
- 2006: The Deal
- 2007: The Messengers
- 2007: Blonde Ambition
- 2008: Detention-Gejagt
- 2010: Verliebt und ausgeflippt (Flipped)
- 2011: The Artist
- 2013–2014: Mistresses (Fernsehserie, 10 Folgen)
- 2015: American Crime (Fernsehserie, 11 Folgen)
- 2016: The Birth of a Nation – Aufstand zur Freiheit (The Birth of a Nation)
- 2018: Criminal Minds (Fernsehserie, Episode 14x10)
- 2018: Riverdale (Fernsehserie, Episode 3x01)
- 2019: The College Admissions Scandal (Fernsehfilm)
- 2020: Adverse
- 2022: The Virgin of Highland Park
- 2022: Dahmer – Monster: Die Geschichte von Jeffrey Dahmer (Miniserie)
- 2024: Reagan

## Auszeichnungen und Nominierungen
Saturn Award
- 1995: Nominiert als beste Darstellerin – (Shadow und der Fluch des Khan)
- 1997: Nominiert als beste Darstellerin – (Das Relikt)

Chicago Film Critics Association Award
- 1991: Beste Nachwuchsschauspielerin – (The Freshman)

DVD Exclusive Awards
- 2001: Nominiert als beste Nebendarstellerin – (Full Disclosure)

Golden Globe Award
- 1994: Nominiert als beste Nebendarstellerin – (Carlito’s Way)

Hollywood Film Festival
- 1998: Bestes Schauspielern in einem Spielfilm (Rhapsody in Bloom)